# SAGET
SAGET (Satelitarne Trawersy Geodynamiczne) – projekt mający za zadanie badanie problemów związanych z geodynamiką Ziemi oraz problemów związanych z geodezyjnymi metodami pomiarów i badaniem sieci geodezyjnych.
Projekt SAGET powstał w Instytucie Geodezji Wyższej i Astronomii Geodezyjnej na Wydziale Geodezji i Kartografii Politechniki Warszawskiej w 1986. Główne punkty projektu związano z polskimi obserwatoriami geodezyjno-astronomiczno-satelitarnymi, zaś przebieg trawersów łączących te punkty dostosowano do układu jednostek tektonicznych obszaru. W stacjach SAGET i wzdłuż trawersów przewidziano okresowo powtarzane, a w niektórych przypadkach permanentne obserwacje technikami satelitarnymi i naziemnymi geodezyjnymi. Należą do nich pomiary GPS (wcześniej dopplerowskie), laserowe odległości, grawimetryczne, niwelacji precyzyjnej, a także obserwacje astronomiczne. Problematyka naukowa projektu obejmuje szeroki zakres badań geodynamicznych wszystkimi wymienionymi technikami geodezyjnymi.

## Kierunki badań
Najważniejsze kierunki tych badań to:
- badania przemieszczeń poziomych i pionowych powierzchni skorupy ziemskiej,
- badanie zmian przebiegu geoidy wzdłuż trawersów,
- badanie czasowych zmian wartości i kierunku siły ciężkości,
- badanie metod powiązania lokalnych układów współrzędnych z układem globalnym,
- badanie zmian położenia w przestrzeni powierzchni ekwipotencjalnych pola siły ciężkości na skutek eksploatacji górniczej i innych zaburzeń naturalnego stanu rozkładu mas na powierzchni Ziemi.

## Zakres obserwacji
Ważniejsze, dotychczas dokonane w ramach projektu obserwacje obejmują: 
- kilka kampanii obserwacji GPS pomiędzy głównymi punktami sieci SAGET i wzdłuż trawersów (łączna długość trawersów pomiędzy stacjami obserwacyjnymi GPS wynosi ok. 900 km.),
- wyznaczenie bezwzględnej wartości przyspieszenia siły ciężkości na 7 punktach,
- względne pomiary grawimetryczne wzdłuż trawersów o długości ok. 300 km,
- astronomiczne wyznaczenie szerokości i długości (φ, λ) na 7 stacjach sieci SAGET,
- precyzyjne pomiary ciągów liniowo – kątowych za pomocą dalmierzy laserowych i teodolitów wzdłuż trawersów o łącznej długości ok. 250 km,
- nawiązanie sieci SAGET do sieci wysokościowej za pomocą niwelacji precyzyjnej.

## Extended SAGET
W 1991 projekt SAGET został rozwinięty głównie na południe, aż po Adriatyk. Do projektu nadal prowadzonego przez Instytut Geodezji Wyższej i Astronomii Geodezyjnej włączono punkty na obszarze Czech, Słowacji, Ukrainy, Niemiec, Austrii, Węgier, Słowenii, a nawet Włoch Północnych. W kampaniach obserwacji GPS w ramach projektu EXTENDED SAGET uczestniczą również obserwatoria zapewniające lepsze odniesienie do systemu europejskiego i światowego. Są to stacje w Niemczech, Włoszech Południowych, Hiszpanii, Holandii, Szwecji, Norwegii, Finlandii. 32 stacje z 13 krajów europejskich, uczestniczące w kampanii EXTENDED SAGET '93. Podstawowe cele projektu to stworzenie precyzyjnej osnowy geodezyjnej dla następujących działań:
- rozciągnięcia badań na większy obszar strefy Teissere’a-Tornquista,
- przekroczenie trawersami Karpat, sięgając na południe,
- połączenia sieci służących do badań geodynamicznych w kilku krajach środkowej Europy (Polski, Czech, Słowacji, Węgier i Austrii),
- połączenia lokalnych poligonów geodynamicznych,
- rozwinięcia programu geodynamicznego Inicjatywy Europy środkowej (CEI),
- włączenia obszaru Polski w inne europejskie projekty geodynamiczne, tj. WEGENER, EUROPROBE.